# Heliophanus rutrosus
Heliophanus rutrosus là một loài nhện trong họ Salticidae.
Loài này thuộc chi Heliophanus. Heliophanus rutrosus được Wanda Wesołowska miêu tả năm 2003.